# Leptolalax tadungensis
Leptolalax tadungensis é uma espécie de anfíbio anuro da família Megophryidae. Está presente no Vietname. A UICN classificou-a como pouco preocupante.